# Полянський сільський округ
Поля́нський сільський округ (каз. Полянское ауылдық округі, рос. Полянский сельский округ) — адміністративна одиниця у складі Алтайського району Східноказахстанської області Казахстану. Адміністративний центр — село Полянське.
Населення — 886 осіб (2021; 1345 у 2009, 1851 у 1999, 2099 у 1989).
Станом на 1989 рік існувала Перворосійська сільська рада (села Васильєвка, Дородниця, Перворосійське) Серебрянської міської ради обласного підпорядкування. До 2020 року сільський округ називався Перворосійським.

## Склад
До складу округу входять такі населені пункти:
| Населений пункт  | Старі назви    | Населення, осіб (1989) | Населення, осіб (1999) | Населення, осіб (2009) | Населення, осіб (2021) |
| ---------------- | -------------- | ---------------------- | ---------------------- | ---------------------- | ---------------------- |
| Васильєвка, село | -              | 416                    | 358                    | 220                    | 161                    |
| Дородниця, село  | -              | 331                    | 294                    | 213                    | 138                    |
| Полянське, село  | Перворосійське | 1352                   | 1199                   | 912                    | 587                    |